# Lahidjan

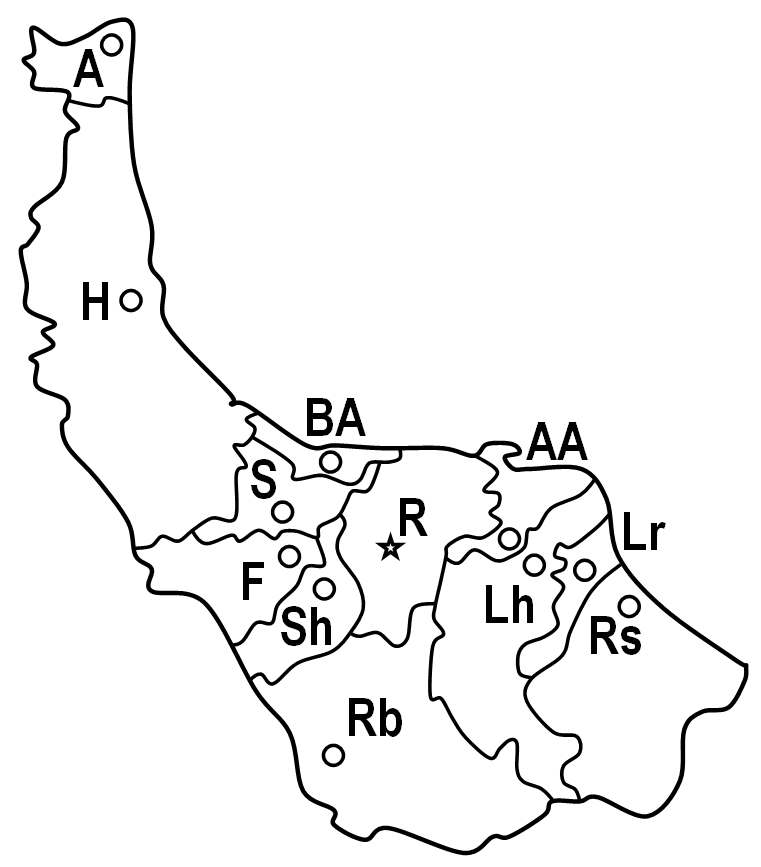
Comtats de Gilan, Lh correspon al comtat de Lahidjan

Lahidjan o Lahijan (en persa: لاهيجان, Lāhijān o Lāhidjān) és una ciutat de l'Iran a la província de Gilan, capital de comtat de Lahidjan. Està construïda seguint l'arquitectura iranoeuropea i ajunta tradició i modernitat. Està situada al nord de la muntanya Dulfek, als vessants de les muntanyes Elburz meridionals, sobre terres sedimentàries dels principals rius del Gilan, incloent-hi el Sefid Rud ('riu blanc'), i a la vora del petit riu Čom-kala. És el major centre turístic del nord de l'estat i tradicional capital del Gilan oriental en les èpoques en què va tenir dinasties locals. El seu nom està format per dues paraules: lah, que vol dir 'seda' i jan o gan, que vol dir 'lloc on es troba (o es fa) la seda'. La llengua més corrent a la ciutat és el gilaki, però fortament influenciat pel farsi. La població el 2005 era de 61.953 habitants i el 2010 és de 162.800 habitants. Com a antiguitats de la ciutat, cal esmentar diverses tombes dels sayyids kar-kiyais.

## Història

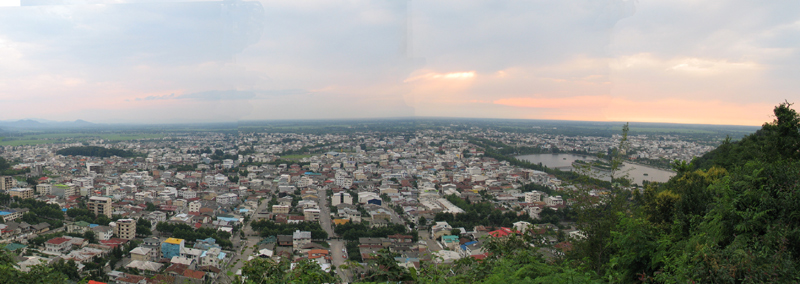
Panorama

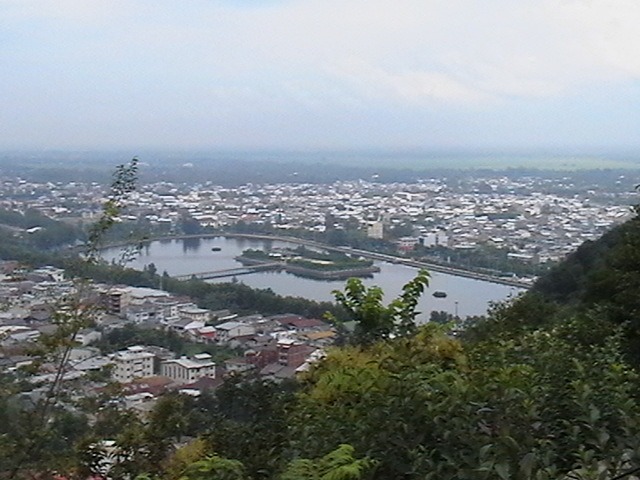
Vista general

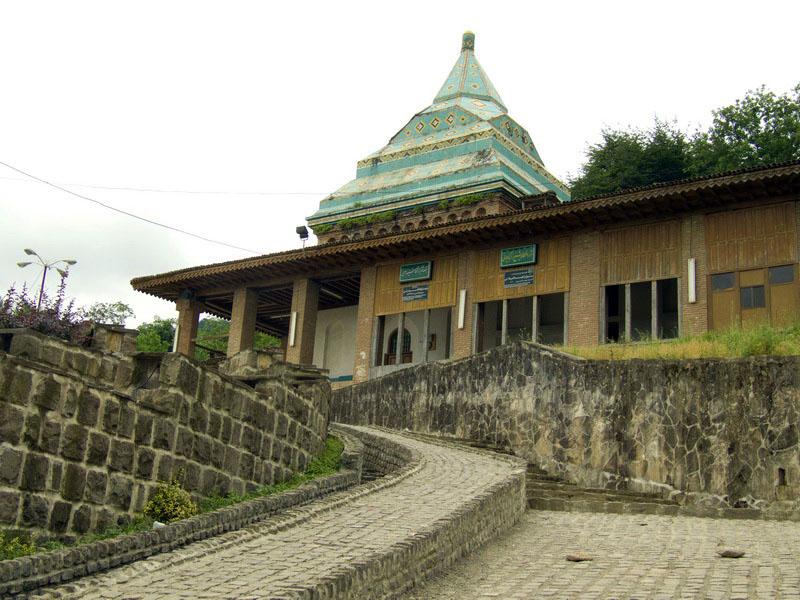
Tomba de Sheikh Zahed Gilani Tomb, al poble de Shekhanor, prop de Lahidjan, Gilan

Lahidjan hauria estat fundada, segons la llegenda, per Lahidjan ibn Sam ibn Nuh, però no fou coneguda per aquest nom pels antics geògrafs àrabs, fet que fa suposar que la llegenda no té fonament. El 982, s'esmenta per primer cop Hudu al-alam sota la forma Lafdjan, però no com a ciutat sinó com a districte, un dels set de la part sud-est de Gilan. Aquest districte s'anomenava Biya-pish ('aquest costat de l'aigua') en oposició a Biya-pas ('més enllà de l'aigua'), que portava el districte al nord-oest del Safid Rud, on estaven els centres de Fuman i Rasht. El Safid Rud o Amardus formava ja antigament la frontera entre els amaradoi (mardis o amardis) a l'est i els gelai o kadusioi a l'oest.
A la meitat del segle ix, el districte, entre el Gilan i el Daylam, era part de les possessions del djustànida Wahsudan ibn Djustan, que era viu el 873. Biya-pish fou després independent; la família regnant a Biya-pish era originària de Kutum o Hutum, al subdistricte de Ran-i Kuh (capital Langarud, a l'est de Lahidjan). Els senyors locals s'estenien a vegades de la plana a les muntanyes. El fundador de la dinastia fou l'alida Nasir al-Din al-Hasan ibn Ali al-Utrush, que va morir el 917 després d'haver introduït el zaydisme i el xiïsme a la regió de la mar Càspia. Tot el Biya-pish, o sigui Gilan oriental, fou molt influït en endavant per les doctrines xiïtes mentre que el sunnisme hanbalita restava dominant a Biya-pas. L'autoritat de la dinastia d'al-Utrush ('el Sord') es va concentrar progressivament a Tabaristan i Mazanderan, a l'est, però els sayyids nasírides van conservar la seva influència a la regió de la mar Càspia pel seu prestigi religiós. Sembla que després, quan les terres altes del Daylam van passar als musafírides o sallàrides també kangàrides i modernament langàrides, els djustànides van recuperar el control de la regió. El djustànida «del Daylam» es va sotmetre al seljúcida Toghril Beg I a Qazvín el 1042/1043.
Els nasirwànides, d'origen local, van governar tot seguit al Biya-pish. Una tradició fa remuntar la nissaga a Nasir al-Dawla ibn Sebuktegin, germà de Mahmud de Gazni, però és totalment imaginària, i en realitat derivaria de Nasir al-Din al-Hasan ibn Ali al-Utrush, tot i que la relació no està establerta. En temps del mongol Hülegü, regnava a Lahidjan el nasirwànida Djamal al-Din Saluk ibn Saluk. En temps de l'il-kan Oldjeitu, la nissaga es va dividir en dues branques: la de Saluk ibn Salar a Kotum i la de Naw-Padishah (o Shah-i Naw) a Lahidjan, ciutat que per primera vegada apareix com a capital. La branca de Lahidjan es va sotmetre als il-kans quan es van presentar a la regió de Gilan el 1306/1307, i el sobirà va rebre en matrimoni la filla d'un oficial mongol i fou investit amb la sobirania sobre els altres prínceps locals del Gilan. Naw Padishah era un sobirà ric i la capital del seu regne, Lahidjan, era una ciutat pròspera on es produïa seda, blat i arròs, així com taronges i altres fruites subtropicals.
Al segle xiv, els diversos caps locals del Biya-pish es van enfrontar en lluites civils i el regnat dels nasirwànides, que ja havia tingut una interrupció, es va enfonsar totalment el 1390. Sayyid Hadi Kiya prengué el poder a Biya-pish. Els sayyids kar-kiyais van governar del 1367/1368 a 1592, excepte el breu retorn dels nasirwànides de vers 1380 a 1390. Els sobirans dominaven des de la plana a les muntanyes i es van estendre fins més enllà d'aquestes, fins al sud de l'Elburz. El primer sobirà després dels nasirwànides fou Sayyid Amir Kiya; el seu fill Sayyid Ali Kiya, amb el suport dels sayyids marashis del Mazanderan, va dominar tot el Biya-pish i va estendre el seu poder cap a Qazvín, Tarom i Shamiran. Sayyid Radi Kiya, mort el 1426, va ocupar les muntanyes del sud de Lahidjan on regnaven els hazaràsfides (no s'han de confondre amb els hazaràspides del Luristan) i els ismaïlites. Mirza Ali ibn Sultan Muhammad Kiya (1478-1506) va controlar Qazvín, Tarom, Sultaniya, Sawa, Zandjan, Firuzkuh, Teheran, Rayy i Waramin. Els safàvides tenien diversos lligams amb Lahidjan: un d'aquests era que al poble de Shaykhanbar (entre Lahidjan i Langarud) hi havia la tomba del xeic Ibrahim Zahid (+ 1314) pir i murshid de Safi l-Din Safawi; però el principal era que Mirza Ali va donar asil al jove safàvida Ismail ibn Haydar (després Ismail I de Pèrsia): el 1494, el soldà aq qoyunlu va ordenar l'arrest dels tres germans (Ali, Ibrahim i Ismail) que encapçalaven el moviment safàvida, perquè s'orientava clarament contra el poder; Ali, el cap, va fugir amb els seus germans cap a Ardabil. En el camí, Ali va designar al seu germà Ismail com a successor i el va enviar a Ardabil i ell es va quedar enrere. Ali Mirza fou capturat a Shamasbi prop d'Ardabil i assassinat immediatament. Ismail, llavors amb 7 anys, va escapar cap a Lahidjan, on el van poder amagar amb l'ajut del sobirà local Mirza Ali, que el 1497 va refusar extradir-lo i lliurar-lo a Rustam Mirza el aq qoyunlu i li va posar un preceptor, que fou el savi local Shams al-Din. Quan tenia 11 anys, el 1499, Ismail va sortir de Lahidjan i va començar la lluita; 7.000 sufís de les seves milícies es van reunir a Erzindjan i van fer una campanya al Xirvan; el 1500, l'emir Muhammadi fou mort de manera violenta; un exèrcit aq qoyunlu dirigit per Alwand ibn Yusuf va ser derrotat en la decisiva Batalla de Sharur, cosa que va permetre a Ismail establir el seu govern a l'Azerbaidjan quan només tenia 14 anys, i fou coronat a Tabriz.
Els kar-kiyais o kar-kiya van esdevenir vassalls apreciats dels safàvides el 1503/1504. Un governador kizilbaixi fou nomenat per supervisar el govern de Biya-pish i a mitjan segle la funció de supervisor va passar a prínceps reials safàvides. El regne no fou annexionat fins al 1592. El darrer sayyid fou Ahmad ibn Ali (1536-1567 i 1577-1592), que va instaurar per ordre de Tahmasp I la forma safàvida de xiïsme de ritus duodecimà o djafarita, en lloc del zaydisme; però no ho devia fer a gust perquè va conspirar amb els otomans i els va convidar a enviar tropes a Xirvan i Lahidjan per atacar Qazvín, i el 1567 Tahmasp I va envair Gilan i el va destituir. Nou anys després, fou restituït i adoptat com a germà per Ismail II de Pèrsia i per Muhammad Khudabanda, però va tornar a tenir contactes amb els otomans i el 1592 Abbas el Gran va anar a Lahidjan i Ahmad va fugir a Xirvan i finalment a Istanbul, on va morir no gaire temps després. Tot el Gilan fou posat llavors sota autoritat d'un wazir nomenat pel govern safàvida. El primer (i únic) en fou Farhad Khan i, a la seva mort, el 1599/1600 el Gilan va passar a ser domini de la corona (mahall-i khassa).
Després Lahidjan ja va figurar menys en la història. Sota Sulayman I de Pèrsia (1666-1694), es va produir al sud de Rússia la revolta de Stepan o Stenka Razin (1668-1671) i davant de possibles incursions dels rebels es van instal·lar tropes perses al Gilan, els anomenats ghaziyan-i sufi. Durant l'ocupació russa del Gilan del 1724 al 1734, els ocupants van construir dues fortaleses a Lahidjan. A la mort de Nadir Shah el 1747, van renéixer els poders locals però la seva història és desconeguda; el 1772, Gmelin, un viatger que hi va passar, diu que Lahidjan estava en poder del senyor de Fuman, Hidayat Khan, al qui s'havia sotmès feia 7 anys. A finals del segle, els qajars hi van establir la seva autoritat. El rol administratiu de Lahidjan va passar a Rasht. El 1914 s'hi va introduir el cultiu del te. Altre cop va caure sota influència russa durant la curta República Soviètica de Gilan, del 1920 a 1921. El 1966 tenia 25.725 habitants.